# Guillermo Alder
Guillermo Alder (San Carlos de Bariloche, 16 settembre 1971) è un fondista argentino.

## Biografia
È fratello minore di Inés Alder e di Franco e Marco Dal Farra, figli di lei, tutti fondisti di caratura internazionale.
Ha rappresentato la Argentina ai Giochi olimpici invernali di Albertville 1992, classificandosi 97ª nella 10 km tecnica classica, 79ª nella 30 km tecnica classica e 92ª nella 15 km inseguimento. Nonostante fosse iscritto, non ha preso parte alla 50 km tecnica libera.